# كاميرون ستيفنسون
كاميرون ستيفنسون (30 أكتوبر 1992 - ) (بالإنجليزية: Cameron Stevenson)‏ هو لاعب كريكت أسترالي. شارك مع منتخب أستراليا الوطني للكريكت. أما مع النوادي، فقد لعب مع فريق تسمانيا للكريكت وMelbourne Renegades ‏.

## وصلات خارجية
- كاميرون ستيفنسون على موقع إي آس بي آن كريك إنفو (الإنجليزية)